# Fosforkredsløb
Fosforets kredsløb er mindre kompliceret end f.eks. kvælstofkredsløbet, men det rummer dog også mange finurligheder. I grove træk indledes kredsløbet, når syre gør råfosfat opløseligt. Syren kan være dannet som kulsyre, eller der kan være tale om mykorrhiza-svampes evne til at udskille syre. I begge tilfælde henter planterne fosfat ud af jordvandet og bruger det i stofskiftet. Først og fremmest bruges der fosfat i sukkerstofskiftet, men også det energibærende stof, ATP, og de genbærende stoffer, DNA og RNA er rige på fosfat.
Når planterne bliver ædt af planteæderne, indledes græsningsfødekæden, der slutter, når et rovdyr æder et andet rovdyr. Fosforet følger med gennem hele kæden, og hos dyrene bliver der behov for ekstra store mængder fosfat, da ca. 10% af knoglemassen består af fosfat.
Når planter og dyr mister f.eks. blade, hår eller ekskrementer, eller når de dør, er de blevet til førne. Nedbryderne går straks i gang med at omsætte førnen, og de danner indledningen til nedbryderfødekæden, som i første omgang fører til en humificering af førnen. Undervejs mistes en del af fosfatet i form af de to letopløselige ioner, hydrogenfosfat-ion (HPO4÷÷) og dihydrogenfosfat-ion (H2PO4÷). Andre nedbrydere kan under gunstige betingelser nedbryde humus og derved frisætte resten af fosfatet. Denne proces kaldes mineraliseringen, og den stiller flere af de to førnævnte ioner til rådighed i jordvandet.
Hvis ikke planterne får fat i fosfatet på dette tidspunkt, vil det meget snart gå i forbindelse med kalcium og danne råfosfat (Ca3(PO4)2). Dette stof er næsten uopløseligt i vand og danner et vedvarende depot, indtil det bliver påvirket af syre (se ovenfor).